# Antoni Baraniak
Antoni Baraniak, né le 1er janvier 1904 à Sebastianowo, mort le 13 août 1977 à Poznań, fut secrétaire des primats de Pologne August Hlond (entre 1933 et 1948) et Stefan Wyszyński (entre 1949 et 1951), puis évêque auxiliaire de Gniezno de 1951 à 1957, enfin archevêque de Poznań de 1957 à 1977.

## Jeunesse
De 1917 à 1920, il fit ses études secondaires chez les Salésiens à Oświęcim, où il fit sa première profession le 28 juillet 1921.
Il étudia la philosophie à Cracovie de 1921 à 1924, puis enseigna notamment à Varsovie, après avoir fait ses vœux religieux perpétuels. Ses supérieurs l'envoyèrent de 1927 à 1931 étudier la théologie à l'Université pontificale grégorienne à Rome. Le 3 août 1930, il fut ordonné prêtre dans l'église des carmes de Cracovie par l'archevêque Adam Stefan Sapieha.

## Secrétaire des primats de Pologne
Le 1er septembre 1933, il fut nommé secrétaire et aumônier du cardinal Hlond. La Seconde Guerre mondiale obligea le cardinal et son secrétaire à partir pour Rome. Du 9 juin 1940 à 1943, comme de nombreux Polonais, les ecclésiastiques trouvèrent refuge à Lourdes, dans la Zone libre ; après l'occupation de toute la France par les nazis, ils furent accueillis à l'abbaye d'Hautecombe en Savoie, où il demeura jusqu'en 1945 (en revanche, ses deux compatriotes, le cardinal Hlond et Boleslaw Filipiak furent arrêtés le 3 février 1944).
Après la guerre et la mort du cardinal Hlond, en 1945, il devint secrétaire et aumônier du cardinal Stefan Wyszyński, et le resta jusqu'au 26 avril 1951, jour de nomination au titre d'évêque titulaire de Théodosiopolis-en-Arménie (de).

## Évêque auxiliaire de Gniezno
Il fut ordonné évêque par le cardinal Wyszynski le 8 juillet 1951 et travailla de 1951 à 1953 au greffe du primat de Pologne. Comme le cardinal Wyszyński, il fut arrêté par les autorités communistes et resta en prison jusqu'en 1956.

## Archevêque de Poznań
Il est nommé archevêque de Poznań par Pie XII le 30 mai 1957 et est installé le 2 juillet de la même année. Il participe au Concile Vatican II ente 1962 et 1965. Les 16 et 17 avril 1966, avec tout l'épiscopat polonais, il participe aux cérémonies du millénaire du christianisme polonais. Il meurt le 13 août 1977 à Poznań et est enterré sous la cathédrale.